# Lappvesi

Lappvesi vapen

Lappvesi (finska: Lapvesi, senare Lappee) var en kommun i Kymmene län i Södra Karelen.
Kommunen hade en yta av 574,3 km² och hade 1966 11 965 invånare. Den 1 januari 1967 anslöts kommunen till Villmanstrand.
Lappvesi har haft ett kapell redan på 1200-talet. Det är osäkert om det var ortodoxt eller katolskt. Lappvesi kyrksocken grundades senast i mitten av 1300-talet. I källorna uppträder Lappvesi första gången 1415.